# Adam Hynek Berchtold z Uherčic
Adam Hynek (Ignác) hrabě Berchtold z Uherčic (27. března 1701, Police – 1786) byl moravský šlechtic z původně rakouského rodu Berchtoldů. Vlastnil statky na Třebíčsku, krátce i v jiných částech Moravy. Několik desetiletí zastával vysoké úřady na Moravě, naposledy byl nejvyšším zemským komořím.

## Život a kariéra
Narodil se na zámku v Polici jako nejmladší potomek v početné rodině hraběte Františka Karla Berchtolda z Uherčic (1664–1720) a jeho první manželky Ester Alžběty Pražmové z Bílkova († 1708). Po její smrti se otec oženil podruhé, s Marií Antonií Krakovskou z Kolovrat (1680–1757), s níž měl další děti. Adam Hynek měl několik sourozenců: Františka Antonína, Ferdinanda Leopolda, Karla Norberta, Marii Eleonoru, Marii Annu a nevlastního bratra Františka Josefa.
Adam Hynek Berchtold byl v letech 1736–1749 znojemským krajským hejtmanem, mezitím se stal císařským komořím a později i tajným radou. V letech 1749–1763 byl zemským podkomořím na Moravě a v rámci tereziánských reforem převzal i post prezidenta Královské reprezentace a komory na Moravě, což byl tehdy nejvyšší úřad státní správy Moravského markrabství. Svou kariéru završil jako nejvyšší zemský komoří na Moravě (1763–1771).
Zatímco většina Berchtoldů se během 18. století ve státních službách příliš neprosadila, za vysokým postavením Adama Hynka stojí příbuzenské vztahy jeho nevlastní matky Marie Antonie, rozené Kolovratové – její bratři Vilém Albrecht a Filip Nerius Krakovští z Kolovrat zastávali tehdy nejvyšší úřady v Čechách.

## Majetkové poměry a rodina

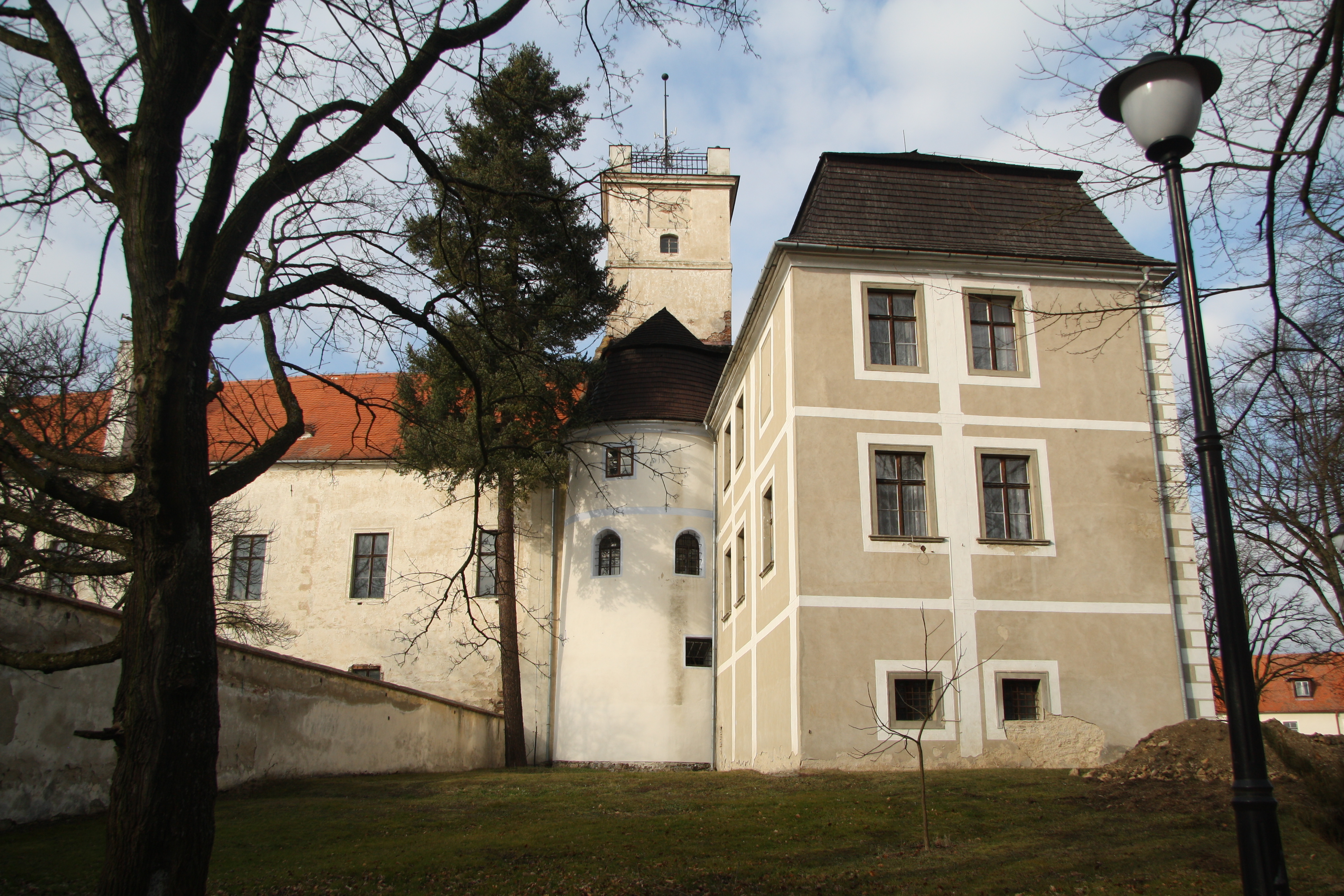
Zámek Police u Jemnice, sídlo Berchtoldů v 17.–19. století

Po dosažení zletilosti se v roce 1722 rozdělil se starším bratrem Františkem Antonínem (1691–1746) o otcovské dědictví a převzal panství Polici. Polický zámek pak ve 20. letech 18. století prošel stavebními úpravami za účasti významného štukatéra Baltazara Fontany. Na Hané koupil v roce 1731 panství Čechy pod Kosířem s připojenými statky Krakovec a Drahanovice. Tento majetek pak v roce 1753 prodal svému zeti Jiřímu Antonínovi z Grochtleru. V letech 1762–1771 vlastnil panství Biskupice jako olomoucké biskupské léno. Biskupice převzal zadlužené od Dubských z Třebomyslic a přetrvávající majetkoprávní spory jej nakonec přiměly k prodeji toho majetku po necelých deseti letech.
V roce 1723 se oženil s hraběnkou Marií Annou Aichbüchelovou (Aichpichl; 1706–1774), jejíž rodina vlastnila nedaleko Police panství Lesonice. Měli spolu třináct dětí, všechny se narodily na zámku v Polici, z čehož vyplývá, že polický zámek byl tehdy trvalým rodinným sídlem, i když později byl Adam Hynek výkony státních úřadů vázán k pobytům ve Znojmě a Brně. Ze třinácti dětí se jen pět dožilo dospělého věku, syn Leopold Antonín (1731–1769) byl hejtmanem Bechyňského kraje. Krátce po ovdovění se Adam Hynek oženil podruhé ve vysokém věku v roce 1776 s Marií Kateřinou z Trauttmansdorffu (1738–1790).